# Phyllis Thaxter
Pour les articles homonymes, voir Thaxter.
Phyllis Thaxter, de son vrai nom Phyllis Schuyler Thaxter, née le 20 novembre 1919 à Portland, dans le Maine, aux (États-Unis), et morte le 14 août 2012 à Longwood, en Floride, aux (États-Unis), est une actrice américaine.

## Biographie

### Enfance
Phyllis Schuyler Thaxter est née le 20 novembre 1919 à Portland, dans le Maine, aux (États-Unis).

### Décès
Elle meurt le 14 août 2012 à Longwood, en Floride, aux (États-Unis), à l'âge de 92 ans, après avoir lutté contre la maladie d'Alzheimer. 

## Filmographie

### Au cinéma
- 1944 : Trente Secondes sur Tokyo (Thirty Seconds Over Tokyo), de Mervyn LeRoy : Ellen Lawson
- 1945 : Bewitched : Joan Alris Ellis
- 1945 : Week-end au Waldorf (Week-end at Waldorf), de Robert Z. Leonard : Cynthia Drew
- 1947 : Le Maître de la prairie (Sea of grass), d'Elia Kazan : Sara Beth Brewton
- 1947 : Living in a Big Way : Peggy Randall
- 1948 : Le Signe du Bélier (The Sign of the Ram) : Sherida Binyon
- 1948 : Ciel rouge (Blood on the Moon), de Robert Wise : Carol Lufton
- 1948 : Acte de violence (Act of Violence), de Fred Zinnemann : Ann Sturges
- 1948 : Tenth Avenue Angel : Helen Mills
- 1950 : Chaînes du destin (No Man of Her Own),de Mitchell Leisen : Patrice Harkness
- 1950 : Trafic en haute mer (The Breaking Point), de Michael Curtiz : Lucy Morgan
- 1951 : La Furie du Texas (Fort Worth), d'Edwin L. Marin : Flora Talbot
- 1951 : Le Chevalier du stade : Margaret Miller
- 1951 : Feu sur le gang (Come Fill the Cup), de Gordon Douglas : Paula Copeland nee Copeland
- 1952 : La Collégienne en folie (She's Working Her Way Through College) de H. Bruce Humberstone : Helen Palmer
- 1952 : La Mission du commandant Lex (Springfield Rifle), d'André de Toth : Erin Kearney
- 1952 : Operation Secret (it) de Lewis Seiler : Maria
- 1955 : Femmes en prison (Women's Prison) de Lewis Seiler : Helene Jensen
- 1957 : Man Afraid : Lisa Collins
- 1964 : Deux copines, un séducteur (The World of Henry Orient) : Mrs. Avis Gilbert
- 1972 : Opération clandestine (The Carey Treatment)
- 1978 : Superman, de Richard Donner : Martha Kent

### À la télévision
- 1956 : Alfred Hitchcock présente : Never Again  (Saison 1, épisode 30)
- 1956 : Alfred Hitchcock présente : Fog Closing In  (Saison 2, épisode 2)
- 1957 : Alfred Hitchcock présente :  Malice Domestic (Saison 2, épisode 20)
- 1957 : Alfred Hitchcock présente : Chantage (The Deadly) (Saison 3, épisode 11)
- 1958 : Alfred Hitchcock présente : Murder me twice (Saison 4, épisode 9)
- 1960 : Alfred Hitchcock présente : L'Autre Train (The Five-Forty-Eight) (Saison 6, épisode 5)
- 1960 : Thriller
- 1961 : Special for Women: The Trapped Housewife : Willie Ross
- 1962 : La Quatrième Dimension : Un Passé Infini (Saison 3, épisode 34): Virginia Lane Walker
- 1971 : Incident in San Francisco : Lois Harmon
- 1972 : The Longest Night (en) : Norma Chambers
- 1976 : Once an Eagle (feuilleton) : Alma Caldwell
- 1985 : Three Sovereigns for Sarah : Rebecca Nurse